# Legge Fioraso
La legge sull'istruzione superiore e la ricerca, nota anche come legge Fioraso, fu promulgata in Francia il 22 luglio 2013. Preparata dal Ministro dell'istruzione superiore e della ricerca Geneviève Fioraso, del Partito socialista, modificò alcune disposizioni create dai governi di destra, in particolare la legge sui programmi di ricerca del 2006 e la legge sulle libertà e le responsabilità delle università del 2007, senza però rimettere in discussione i principi fondamentali come l'autonomia universitaria e la cooperazione interuniversitaria.
La legge prevedeva l'elaborazione revisione quinquennale di una strategia per l'insegnamento superiore e per la ricerca; l'insegnamento del francese e l'adozione del software libero; il primo ciclo universitario era concepito come una continuazione dei corsi impartiti nella scuola secondaria, con l'aggiunta del nuovo obbiettivo di sostenere tutti gli studenti nell'individuazione e nella costruzione di un progetto personale e professionale; fu variata la composizione dei consigli di amministrazione delle università; creato un coordinamento territoriale obbligatorio per gli istituti superiori pubblici; introdotta l'approvazione congiunta dei ministri responsabili dell'istruzione superiore e della salute per i corsi delle discipline sanitarie; prevista la possibilità di riconoscimento degli istituti privati senza scopo di lucro come "istituti privati di istruzione superiore di interesse generale", aventi facoltà di stipulare contratti pluriennali con lo Stato; qualificazione del Consiglio superiore per la valutazione della ricerca e dell'istruzione superiore come autorità amministrativa indipendente.

## Elaborazione della legge

### Consultazione
Durante le elezioni presidenziali del 2012, François Hollande promise la revisione dei primi cicli dell'istruzione universitaria, di migliorare le condizioni degli studenti, di fare sforzi per i dottorandi e i giovani medici e di fornire finanziamenti agli atenei per correggere gli squilibri. Questa riforma della legge sulle libertà e le responsabilità universitarie, che era stata approvata nel 2007, non fece passi indietro sul principio dell'autonomia universitaria.
Poco dopo le elezioni, Geneviève Fioraso, Ministro dell'istruzione superiore e della ricerca, lanciò le Conferenze dell'insegnamento superiore e della ricerca (Assises de l'Enseignement supérieur et de la Recherche) durante il Consiglio dei Ministri dell'11 luglio. Questo periodo di consultazione con la comunità accademica fu gestito da un comitato direttivo indipendente presieduto da Françoise Barré-Sinoussi, ricercatrice di fama internazionale. Vincent Berger, presidente dell'Università di Parigi VII - Diderot, fu il relatore del comitato. Il comitato presentò la sua relazione il 17 dicembre 2012, con 135 proposte.
Alcune disposizioni furono criticate. Ad esempio, il ruolo importante del Consiglio accademico avrebbe potuto indebolire quello del presidente dell'università, secondo la Conferenza dei presidenti dell'università, il Sindacato nazionale dell'insegnamento superiore e l'Unione nazionale degli studenti di Francia. L'idea di collegare le classi preparatorie alle università, che era stata ventilata per un certo periodo, fu ritirata dal testo legislativo di fronte alla reazione degli insegnanti delle classi preparatorie.
Alcuni temi, come la selezione universitaria, non furono affrontati.
Il testo fu presentato al Consiglio dei Ministri il 20 marzo 2013.

### Discussione in Parlamento

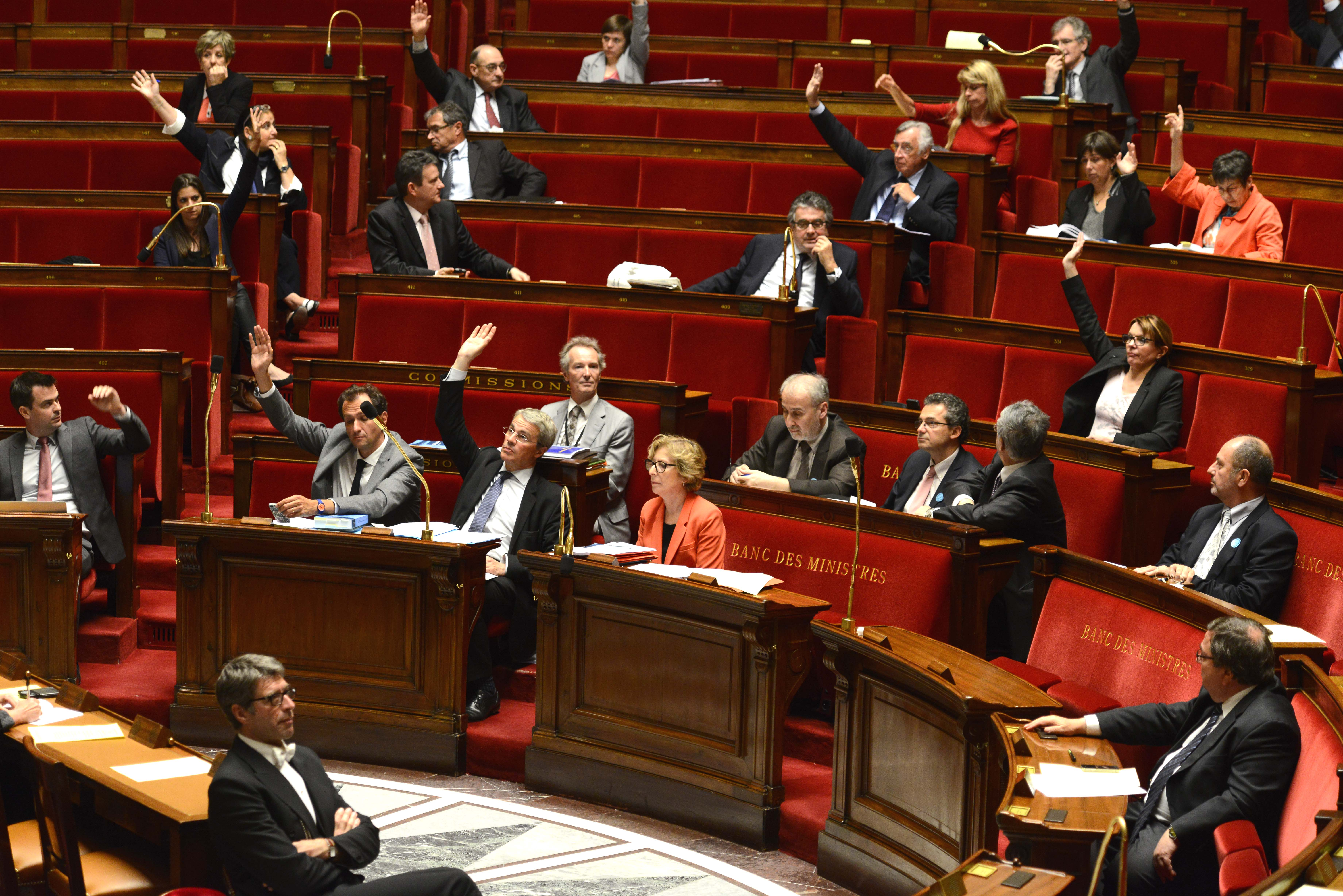
Olivier Véran, relatore per parere della Commissione degli affari sociali; Vincent Feltesse, relatore della Commissione degli affari culturali e dell'educazione; Patrick Bloche, presidente della Commission della commissione degli affari culturali e dell'educazione; Geneviève Fioraso, Ministra dell'istruzione superiore e della ricerca, in prima fila il 22 maggio 2013 all'Assemblea nazionale.

La prima lettura dell'Assemblea nazionale richiese 29 ore di discussione. I deputati di UMP, UDI, Front de Gauche e EELV non votarono a favore del testo. Ad eccezione della polemica sull'introduzione dell'inglese nei corsi universitari, i dibattiti non suscitarono la reazione di grandi folle. In aula erano presenti appena trenta deputati. Persino Valérie Pécresse (UMP), promotrice della legge sulle libertà e le responsabilità delle università, come modificata dal nuovo progetto di legge, fu assente per la maggior parte del tempo. Il testo fu adottato il 28 maggio. Il Senato lo adottò a sua volta il 21 giugno, seguito dalla commissione mista il 26 giugno. Il testo della commissione fu definitivamente adottato dal Senato il 3 luglio e dall'Assemblea nazionale il 9 luglio. La legge fu promulgata il 22 luglio.

## Contenuto della legge

### Missione di servizio pubblico dell'insegnamento superiore e della ricerca
Il primo titolo della legge contiene disposizioni generali, come l'insegnamento in lingua francese e l'uso di software libero Ministro dell'istruzione superiore è responsabile del coordinamento dell'insegnamento e dell'elaborazione di una strategia nazionale per l'istruzione superiore, rivista ogni cinque anni.
Allo stesso modo, il Ministro della ricerca elabora una strategia nazionale per la ricerca, rivista anch'essa ogni cinque anni.

### Corsi di formazione per l'insegnamento superiore
La legge chiarisce alcune disposizioni relative ai tirocini, che in precedenza si trovavano solo nei regolamenti, o che differivano a seconda della sede di tale esperienza lavorativa.
Il primo ciclo dell'insegnamento superiore (il primo ciclo universitario) era concepito come una continuazione dei corsi impartiti nella scuola secondaria, con l'aggiunta di un nuovo obbiettivo: 
Ciò consentiva di introdurre un baccellierato più generale, le cui denominazioni sarebbero state limitate e stabilite a livello nazionale.
Per l'accesso ai brevetti dei tecnici superiori e agli istituti universitari di tecnologia, il rettore d'accademia aveva il compito di stabilire una percentuale minima di titolari di baccalaureato professionale e di titolari di baccalaureato tecnologico, rispettivamente. Sulla base dei risultati ottenuti al baccalauréat, i migliori studenti di ogni corso di ogni liceo acquisiscono il diritto all'ammissione ai corsi selettivi dell'istruzione superiore pubblica.
Gli studenti iscritti a una classe preparatoria delle grande école presso un lycée pubblico avrebbero dovuto iscriversi anche a un corso offerto da uno degli istituti pubblici a carattere scientifico, culturale e professionale che avevano firmato una convenzione con il liceo..
Il ministro non avrebbe più autorizzato i diplomi, bensì avrebbe accreditato gli istituti.
In via sperimentale, per un periodo transitorio di sei anni, le università possono adattare le procedure di ammissione alle discipline sanitarie (medicina, odontologia, farmaceutica e ostetricia). In particolare, nell'ambito di questo regime sperimentale era possibile accedere al secondo o al terzo anno di questi studi attraverso un diploma nazionale di licenza (DNL), e quindi senza sostenere l'esame di ammissione competitivo al termine del primo anno comune di studi sanitari. Fino ad allora l'ammissione parallela agli studi sanitari era possibile solo per i titolari di un master, di un dottorato scientifico o di una laurea in ingegneria.

### Gli istituti di insegnamento superiore

#### Governance delle università
La legge introdusse alcune innovazioni nella governance delle università.
La composizione dei consigli di amministrazione variò nel modo seguente:
| Nomi dei membri                                                                                          | Legge Savary   | Legge Pécresse | Legge Fioraso |
| --- | -------------- | -------------- | ------------- |
| Insegnanti ricercatori                                                                                   | dal 40 al 45 % | da 8 a 14      | da 8 a 16     |
| Personalità esterne                                                                                      | dal 20 al 30 % | 7 o 8          | 8             |
| Studenti e persone in formazione continua                                                                | dal 20 al 25 % | da 3 a 5       | 4 o 6         |
| Personale ingegneristico, amministrativo, tecnico, sanitario e sociale e personale di biblioteca (IATOS) | dal 10 al 15 % | 2 o 3          | 4 o 6         |
| Totale                                                                                                   | da 30 a 60     | da 20 a 30     | da 24 a 36    |

Il consiglio scientifico e consiglio per gli studi e la vita studentesca furono trasformati rispettivamente in unna Commissione per la ricerca e in una Commissione per la formazione. Insieme, confluirono Consiglio accademico. Oltre al ruolo consultivo, questi organi furono muniti di poteri propri, fissati per legge. Questo a condizione che le decisioni prese non avessero un impatto finanziario. Fu creato un consiglio dei direttori delle componenti. La parità divenne obbligatoria per le elezioni universitarie.

### Coordinamento territoriale
La legge stabilì:
Ogni istituto di istruzione superiore pubblico era tenuto a partecipare al coordinamento, che poteva assumere la forma di:
- una fusione di istituzioni
- partecipazione a una comunità di università e istituti,
- associazione con un istituto pubblico a carattere scientifico, culturale e professionale[20].

Un unico contratto pluriennale di istituzione sarebbe stato stipulato tra il Ministro dell'istruzione superiore e gli istituti raggruppati.
La comunità di università e istituti (communauté d’universités et établissements) è un nuovo tipo di istituto pubblico a carattere scientifico, culturale e professionale; allo stesso tempo, furono aboliti i poli di ricerca e dell'insegnamento superiore (Pôle de recherche et d'enseignement supérieur), le reti tematicihe di ricerca avanzata (réseaux thématiques de recherche avancée) e gli istituti pubblici di cooperazione scientifica (établissements publics de coopération scientifique), che erano stati creati dalla legge sul programma di ricerca del 2006.

### Gli istituti privati
La legge stabilì che i corsi di medicina, farmacia, odontoiatria, ostetricia e paramedicina fossero soggetti all'approvazione congiunta dei ministri responsabili dell'istruzione superiore e della salute. Questo articolo si applicava in particolare alla Scuola pubblica Fernando Pessoa, aperta nel 2012.
Gli istituti privati "senza scopo di lucro" avevano facoltà di chiedere di essere riconosciuti da parte dello Stato come "istituti privati di istruzione superiore di interesse generale", riconoscimento che attribuiva il diritto di stipulare un contratto di istituzione pluriennale con lo Stato, allo stesso modo dell'EPSCP.

### Disposizioni relative alla ricerca
Il Consiglio superiore per la valutazione della ricerca e dell'istruzione superiore (Haut Conseil de l'évaluation de la recherche et de l'enseignement supérieur) fu qualificato come autorità amministrativa indipendente, ente preposto alla valutazione degli istituti, delle unità di ricerca e dei corsi di formazione, il quale andava a sostituire l'Agenzia di valutazione della ricerca e dell'istruzione superiore (Agence d'évaluation de la recherche et de l'enseignement supérieur) creata dalla legge di programma per la ricerca del 2006.
Il Consiglio strategico della ricerca (Conseil stratégique de la recherche) fu istituito per proporre le linee generali della strategia nazionale di ricerca e per contribuire a valutarne l'attuazione. Succedeva al Consiglio superiore della scienza e della tecnologia (Haut Conseil de la science et de la technologie), creato dalla legge di programma per la ricerca del 2006.
Il dottorato avrebbe dovuto essere riconosciuto come esperienza professionale, per i concorsi e le procedure di assunzione per gli enti e le categorie professionali di categoria.

## Modifiche ulteriori
Il testo sui tirocini fu modificato dalla legge n. 2014-788 del 10 luglio 2014, finalizzata allo sviluppo e alla supervisione dei tirocini e al miglioramento dello status dei tirocinanti.

### Riferimenti
1. ↑   François Hollande détaille ses propositions sur l'université, su lemonde.fr, 5 marzo 2012.
2. ↑  (FR) Nathalie Brafman, Des assises pour revoir la réforme de l'université, su Le Monde, 2 febbraio 2013.
3. 1 2  (FR) Nathalie Brafman, Universités : la sélection qui fâche, su Le Monde, 10 gennaio 2013.
4. ↑  (FR) Nathalie Brafman, Le projet de loi sur les universités provoque une grogne croissante, su Le Monde, 12 luglio 2012.
5. ↑  (FR) Nathalie Brafman e Benoît Floc'h, Les prépas s’irritent du projet de Mme Fioraso de les rattacher à l'université, su Le Monde, 20 gennaio 2013.
6. ↑  (FR) Isabelle Rey-Lefebvre, Enseignement supérieur, les innovations de la loi Fioraso, su Le Monde, 1º giugno 2013.
7. ↑  Articolo L121-3 del Codice dell'educazione, come modificato dall'art. 2 della legge Fioraso
8. ↑  Articoli L123-4-1 del Codice dell'educazione, come modificato dall'art. 9 della legge Fioraso
9. ↑  Articoli L123-1 del Codice dell'educazione, come modificato dall'art. 4 della legge Fioraso
10. ↑  Articolo L123-1 del Codice dell'educazione, come modificato dall'art. 4 della legge Fioraso
11. ↑  Articolo L612-8 del Codice dell'educazione, come modificato dall'art. 26 della legge Fioraso
12. 1 2 3   Camille Stromboni, Loi ESR : quotas en BTS-DUT, prépas, licence... les mesures visant la réussite des étudiants, su letudiant.fr, 19 luglio 2013.
13. ↑  Articolo L612-2 del Codice dell'educazione, come modificato dall'art. 32 della legge Fioraso
14. 1 2 3  Articoli L612-3 et L613-3-1, come modificati dall'art. 33 della legge Fioraso
15. 1 2 3   Camille Stromboni, Loi ESR : AERES, doctorat, accréditation... les mesures sur l'évaluation et la recherche, su letudiant.fr, 15 luglio 2013.
16. ↑  Articolo L613-1 del Codice dell'educazione, come modificato dall'art. 37 della legge Fioraso
17. ↑  Articolo 39 della legge Fioraso
18. ↑  Articolo L712-3del Codice dell'educazione. come modificato dall'art. 4 della legge Pécresse e dall'art. 47 della legge Fioraso
19. 1 2   Camille Stromboni, Loi ESR : communautés, sites, conseil académique... les mesures sur la réorganisation de l'enseignement supérieur, su letudiant.fr, 15 luglio 2013.
20. ↑  Articoli L718-2 e L718-3 del Codice dell'educazione, come creati dall'art. 62 della legge Fioraso
21. ↑  Articolo L718-5 del Codice dell'educazione, come creato dall'art. 62 della legge Fioraso
22. ↑  Articoli L731-1 e L731-6-1 del Codice dell'educazione, come creati dall'art. 68 della legge Fioraso
23. ↑  Articoli L732-1 e L732-2 del Codice dell'educazione, come creati dall'art. 70 della legge Fioraso
24. ↑  Artt. L114-3-1 del Codice dell'educazione, come creato dall'art. 90 della legge Fioraso
25. ↑  Articolo L120-1 del Codice dell'educazione, come creato dall'art. 95 della legge Fioraso
26. ↑  Articolo L412-1 del Codice della ricerca, come modificato dall'art. 78 della legge Fioraso